# Flederwisch
Ein Flederwisch (auch Wisch) ist ein Enten- oder Gänseflügel, der als Handfeger benutzt wird. Das Arbeitsgerät ist der Vorgänger des Handfegers, stabil, sehr leicht und vielseitig einsetzbar. Flederwische verschleißen schnell und sind nach Kontakt mit Feuchtigkeit nicht mehr brauchbar. Sie verschmutzen aber bei trockener Verwendung kaum, da sie von Natur aus wasserabweisend imprägniert sind.

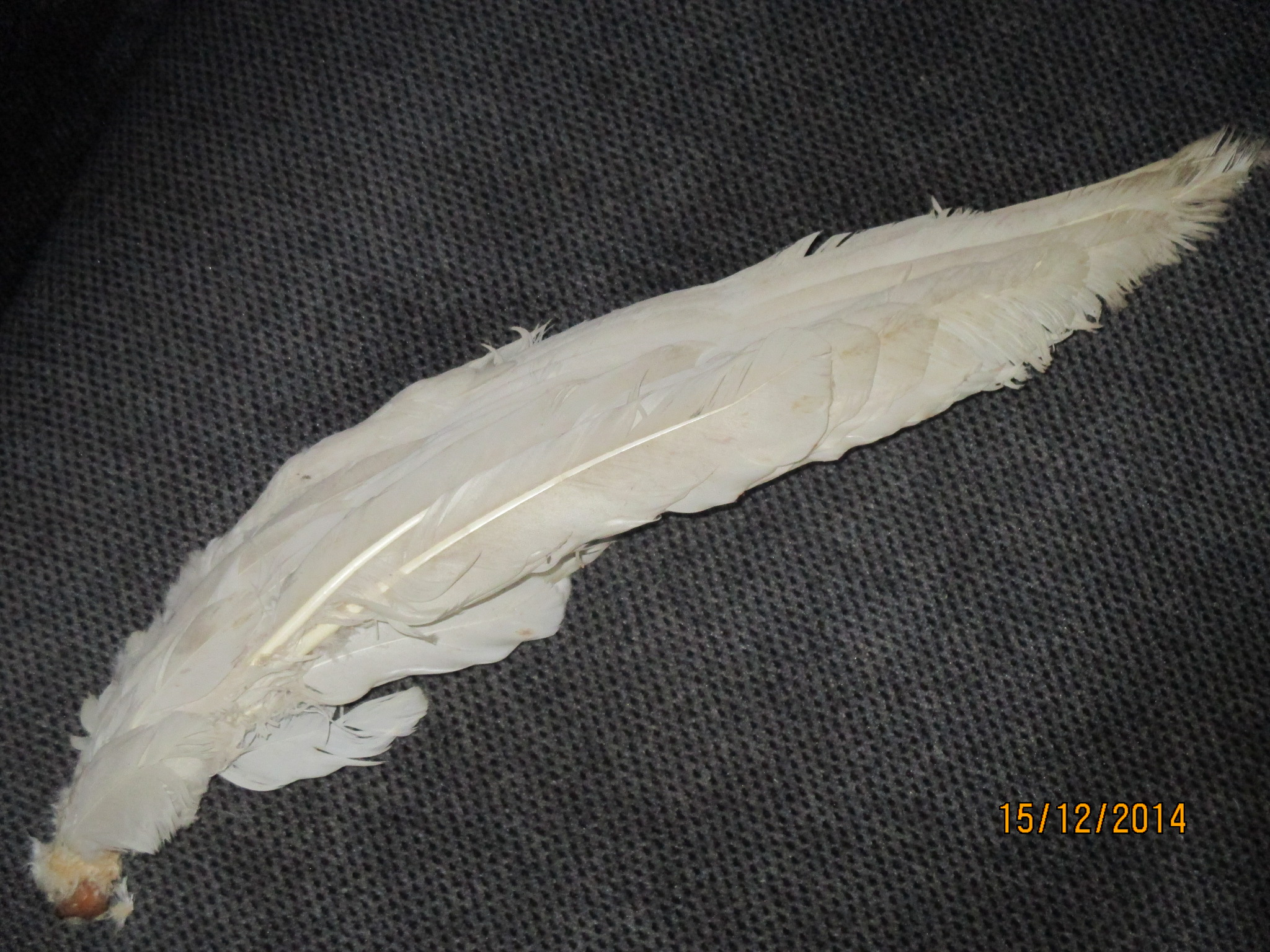
Flederwisch

## Herstellung und Verwendung
Flederwische bestehen aus vollständigen Flügeln oder auch nur den Flügelspitzen, die bei der Geflügelschlachtung anfallen und ohne weitere Verarbeitung getrocknet werden. Sie enthalten die Schwungfedern, die noch im Flügel befindlichen Finger-, Hand- oder Unterarmknochen der Tiere sowie die Muskeln und Sehnen, die sich bei der Trocknung verhärten und den Flügel sehr gut stabilisieren. Der Flügel muss vor dem Trocknen in die gewünschte Form gebracht werden. Eine nachträgliche Korrektur der Flügelform ist nicht mehr möglich.
Am Unterarmknochen kann der Wisch gehalten oder zu einem Gebinde zusammengelegt werden, was auch die Herstellung von Besen erlaubt. Sie kehren anfangs sehr gut und sauber und können auch zur Reinigung von Tischen oder zum Staubfegen verwendet werden. Mit neuen Flederwischen können kleinste Verunreinigungen und Stäube sowie Ruß (z. B. beim Reinigen eines Ofens) gut entfernt werden. Sie verschleißen aber schnell und sind zunehmend nur noch bei handwerklichen Tätigkeiten wie Holzschnitzen oder dem Kehren von Spelzen verwendbar. Im bäuerlichen Umfeld werden sie heute noch verwendet. Imker bevorzugen Flederwische zum Abkehren der Bienen von den Waben, da sie durch die weichen Federspitzen nicht gerollt oder übermäßig provoziert werden.
Flederwische werden allgemein schneller durch frischere Exemplare ersetzt als Handfeger. Auch zerfallen sie bei Kontakt mit Feuchtigkeit. Sie bieten aber auch im trockenen Zustand aufgrund des in ihnen enthaltenen Knochen- und Muskelgewebes einen idealen Brutraum für Milben und anderes kleines Ungeziefer, das sich von organischem Material ernährt. Flederwische können nicht gereinigt werden, gelten heute im häuslichen Bereich als zu unhygienisch und sind weitgehend durch Fege-Geräte mit industriellen Kunststoffborsten verdrängt worden.

## Herkunft des Begriffs
Das mhd. vlederwisch „Gänseflügel zum Abwischen“ hieß ursprünglich vederwisch, also „etwas zum Wischen aus Federn“. Das Wort wurde sekundär an vleder(e)n „flattern“ angeglichen.
Im steirischen Dialekt ist fledern transitiv: Der Hahn hat mich gefledert, d. h. „mich mit den Flügeln geschlagen“ (vgl. hierzu u. U. auch fleddern).